# ТАРОМ
Авиокомпания „ТАРОМ“ е националният авиопревозвач на Румъния. Седалището на компанията е в гр. Отопени, Окръг Илфов.
Базирана е на летище „Анри Коанда“ край Букурещ. Търговското име на ТАРОМ е акроним от Transporturile Aeriene ROMâne (Румънски въздушен транспорт). Авиокомпанията изпълнява редовни полети до 10 града в Румъния (Бакъу, Бая Маре, Клуж-Напока, Орадя, Сату Маре, Сибиу, Сучава, Търгу Муреш, Тимишоара, Яш), както и дестинации в Европа, Африка и Близкия изток.

## Флотилия
ТАРОМ разполага със следните летателни апарати към май 2009 г.:
| Вид                                   | Капацитет (Бизнес/Икономичен)                     | Дестинации                                                   | Общо в експлоатация |
| ------------------------------------- | ------------------------------------------------- | ------------------------------------------------------------ | ------------------- |
| AIRBUS A310-300                       | 209 (20/189)                                      | чартъри, Тимишоара, Дубай (рядко)                            | 2                   |
| AIRBUS A318-111                       | 113 (14/99)                                       | Европа, вътрешни полети                                      | 4                   |
| Boeing 737 – 300                      | 116 (14/102) 124 (10/114) 138 (138) (при чартъри) | Европа, чартъри                                              | 4                   |
| Boeing 737 – 700                      | 116 (14/102)                                      | Европа, Централна Азия, Африка                               | 4                   |
| Boeing 737 – 800                      | 186 (186)                                         | Аман, Барселона, Дубай, Ларнака, Мадрид, Тел Авив, Тимишоара | 3                   |
| ATR 42 – 500                          | 48 (10/38)                                        | вътрешни полети, къси разстояния                             | 7                   |
| ATR 72 – 500(доставени през май 2009) | 68                                                | вътрешни полети, къси разстояния                             | 2                   |